# Julien Lourau
 (décembre 2018).
Si vous disposez d'ouvrages ou d'articles de référence ou si vous connaissez des sites web de qualité traitant du thème abordé ici, merci de compléter l'article en donnant les références utiles à sa vérifiabilité et en les liant à la section « Notes et références ».
Pour le sociologue, voir René Lourau.
Julien Lourau est un saxophoniste  de jazz français né le 2 mars 1970 à Rambouillet. Il est le fils du sociologue René Lourau.

## Biographie
Julien Lourau fait ses premières armes en 1989 à la suite de sa rencontre avec le trio Beaujean, Giovacchini, Minvielle (eux jouaient ensemble depuis 1988), accompagnés de Patrick Touvet et Philippe Blin. Ils enregistrent une bande de démo au Studio Val d Orge en juin 1989, trois titres sont enregistrés (disponibles sur youtube). Ils jouent ensemble au Petit Journal Montparnasse l'automne qui suit en quartet.
L'année suivante[Quand ?] dans le groupe Trash Corporation avec le guitariste Noël Akchoté et le pianiste Bojan Zulfikarpasic, groupe avec une énergie très rock et un son très free[Quoi ?]. Il a aussi fondé le collectif Olympic Gramofon avec  Sébastien Martel, Vincent Ségal, Éric Löhrer, Cyril Atef et DJ Shalom.
En 1992, il gagne le premier prix de soliste au concours national de jazz de la Défense, et fonde le Julien Lourau Groove Gang, collectif à géométrie variable tonique et chaleureux[non neutre] qui remporte un franc succès[réf. nécessaire]. Il est alors sollicité en tant que sideman auprès de musiciens prestigieux[non neutre] comme Abbey Lincoln, Marc Ducret, et dans le Soñjal Septet d'Henri Texier. Il se tourne en 1999 vers les musiques électroniques, en collaboration avec Jeff Sharel, et sort l'album Gambit, qui draine un public jeune et nombreux[réf. nécessaire] lors de ses concerts, puis, en 2008, Brighter Days.  Julien Lourau collabora aussi avec le collectif de danse hip hop le Groove Gang dans un spectacle intitulé « Come fly with us », et notamment avec Bintou Demébélé, qui était alors membre du collectif. Il l’invitera quelquefois à danser lors de ses concerts par la suite.
Il revient à un jazz plus traditionnel en 2002 avec l'album The Rise, considéré comme l'album de la maturité. Parallèlement, il se produit régulièrement en duo avec le pianiste Bojan Zulfikarpasic avec qui il entretient une grande complicité musicale, et avec la chanteuse Abbey Lincoln sur plusieurs enregistrements.
Son saxophone de prédilection est le ténor, mais il utilise également le soprano, l'alto, notamment pour les pièces les plus rapides, et enfin le baryton dans l'Olympic Gramofon.

## Récompenses
- 1992 : Premier prix de soliste au concours national de jazz de la Défense
- 1999 : Victoires du jazz dans la catégorie Révélation jazz de l'année

## Discographie
- Julien Lourau Groove Gang (Label Bleu, 1995)
- Olympic Gramofon (Pee Wee, 1996, ré-édité en 2003 chez Label Bleu)
- City Boom Boom (WEA, 1998)
- Gambit (2000)
- The Rise (Label Bleu, 2002)
- Fire (Label Bleu, 2005)
- Forget (Label Bleu, 2005)
- Julien Lourau vs Rumbabierta (Label Bleu, 2007)
- Brighter Days (Comet Records, 2008)
- Bozilo – Live (JMS, 2009)
- Saigon Quartet (Naïve Records, 2009)
- Bojan Z x Julien Lourau - Duo (2birds1stone Productions, 2015)
- Julien Lourau & The Groove Retrievers (2birds1stone Productions, 2017)
- Power of soul, the music of CTI (Komos, 2021)
- Crianças, the music of Wayne Shorter (Komos, 2023)